# Караозек (станция, Кызылординская область)
Караозек (каз. Қараөзек) — станция в Кызылординской области Казахстана. Находится в подчинении городской администрации Кызылорды. Входит в состав Кызылозекского сельского округа. Код КАТО — 431045300.

## Население
В 1999 году население станции составляло 496 человек (249 мужчин и 247 женщин). По данным переписи 2009 года, в населённом пункте проживало 575 человек (279 мужчин и 296 женщин).